# D.J. White (giocatore di football americano)
David Jamaal White (Atlanta, 9 settembre 1993) è un giocatore di football americano statunitense che milita nel ruolo di cornerback per i Kansas City Chiefs della National Football League (NFL).

## Biografia

### Kansas City Chiefs
Dopo avere giocato al college a football a Georgia Tech, White fu scelto nel corso del sesto giro (178º assoluto) nel Draft NFL 2016 dai Kansas City Chiefs. Debuttò come professionista subentrando nella gara del primo turno contro i San Diego Chargers mettendo a segno un tackle. Due settimane dopo fece registrare il primo intercetto in carriera ai danni di Ryan Fitzpatrick dei New York Jets.

## Statistiche
| Partite totali      | 9  |
| Partite da titolare | 0  |
| Tackle              | 11 |
| Sack                | 0  |
| Intercetti          | 1  |